# Ahmed Ali
Ahmed Ali Mahamud (Mogadishu, 23 oktober 1990) is een Nederlands-Somalische voetballer die als verdediger speelt.

## Carrière
Ali werd geboren in Somalië en woonde sinds zijn vijfde jaar in Reeuwijk, waar hij opgroeide. Hij debuteerde in 2010 bij de Alphense Boys en stapte een jaar later over naar CVV De Jodan Boys, waar hij het voetbal combineerde met zijn rechtenstudie.
Hij verhuisde in 2013 met zijn familie naar Engeland, waarna zijn contract bij Jodan Boys werd ontbonden. Van oktober 2015 tot februari 2016 kwam hij uit voor Sheffield FC. Hierna speelde hij voor Bromsgrove Sporting FC dat hij in november 2016 verruilde voor Redditch United FC. In januari 2017 keerde hij terug bij Bromsgrove Sporting. In augustus 2017 werd hij tot een jaar gevangenisstraf veroordeeld voor zijn rol in een fraude met creditcards. In januari 2018 keerde hij terug op het veld bij Bromsgrove Sporting. Na het ontslag van de trainer ging Ali in maart 2018 naar Halesowen Town FC. In oktober 2018 keerde Ali terug bij Redditch United. In januari 2019 verhuisde hij naar Qatar waar hij voor Pearl FC speelde. In december 2019 keerde hij terug bij Halesowen Town. In 2023 speelde hij voor Nantwich Town en Hednesford Town. In 2024 ging hij naar Cymru Premier, bij Llandudno FC.
Ook zijn broer Mohamud Ali werd Somalisch international.

## International
Op 22 november 2012 debuteerde Ali in het Nationaal voetbalelftal van Somalië in een wedstrijd tegen het Oegandese Villa SC. Drie dagen later volgde de eerste echte interland, in de CECAFA Cup 2012 tegen Burundi, die met 5-1 verloren ging. Ook de wedstrijd tegen Soedan en Tanzania gingen verloren, waarmee het toernooi voor Ali ten einde was.